# Adurol
Adurol är en äldre framkallare som består av klorhydrokinon eller bromhydrokinon. Halogensubstitutionsprodukter av hydrokinon verkar snabbare som framkallare snabbare än hydrokinon själv.